# Емануель Берестовський
Емануїл Берестовський[джерело?] або Емануель Бжостовський (пол. Emmanuel Brzostowski, лит. Emanuelis Bžostovkis; (? — 20 грудня 1689) — шляхтич герба Стремено часів Речі Посполитої, державний діяч, Великий писар Литовський у 1683—1689 роках.

## Життєпис
Емануїл (Емануель) Берестовський походив зі шляхетського роду Берестовських (в польській транскрипції Brzostowski, у литовській Bžostovkis), герба Стремено. 
Син Великого писаря Литовського (1657–1672), Референдаря великого Литовського (1650–1681)  Кипріяна Павла Берестовського.